# Municipio de Zerbe
El municipio de Zerbe  (en inglés: Zerbe Township) es un municipio ubicado en el condado de Northumberland en el estado estadounidense de Pensilvania. En el año 2000 tenía una población de 2.021 habitantes y una densidad poblacional de 67 personas por km².

## Geografía
El municipio de Zerbe se encuentra ubicado en las coordenadas 40°47′00″N 76°37′59″O / 40.78333, -76.63306.

## Demografía
Según la Oficina del Censo en 2000 los ingresos medios por hogar en la localidad eran de $31,964 y los ingresos medios por familia eran $38,000. Los hombres tenían unos ingresos medios de $30,236 frente a los $18,207 para las mujeres. La renta per cápita para la localidad era de $15,780. Alrededor del 8,6% de la población estaban por debajo del umbral de pobreza.